# 사랑 (1998년 드라마)
《사랑》은 1998년 2월 2일부터 1998년 3월 24일까지 방영된 MBC 월화 미니시리즈 작품이다.

## 트리비아
해당 드라마 작품은 이진석 PD의 작품으로, 일단 이전에 앞서 제작한, 장용우 PD가 연출한 드라마 《복수혈전》의 후속으로 방영되었는데, 처음 기획 단계에는 일 속에서 만난 연하의 남자와 연상의 미망인이 이성적 사고와 합리적 판단의 밀고 당김 속에 펼쳐내는 아름답고 운명적인 사랑을 그린 드라마를 그리고자 했지만 시청률이 나오지 않자 작가를 교체하고 10대를 겨냥한 트렌디 드라마로 변질됐다.
이 과정에서 1998년 최악의 드라마 8위에 선정 조처되는 불명예를 안았다.

## 등장 인물
- 장동건 : 정인하 역

- 김미숙 : 한영지 역(중도 하차)

미국 시카고에 떠나는 것으로 중도하차
- 최지우 : 유지영 역

- 송윤아 : 강희수 역

- 이영하 : 김준섭 역

- 정보석 : 강성수 역

- 김지수 : 이소진 역

- 김호영 : 한승혁 역

한영지의 경상남도 창원 사는 친정 큰오빠
- 전양자 : 서광의 역

한영지의 경상남도 창원 사는 친정 큰올케언니
- 유승봉 : 한승준 역

한영지의 미국 시카고 사는 친정 둘째 오빠. 시카고의 이나 고모부.
- 이주경 : 송지혜 역

한영지의 미국 시카고 사는 친정 둘째 올케 언니. 시카고의 이나 고모.
- 조형기 : 송철근 역

한영지의 친정 둘째 올케 언니 송지혜의 미국 시카고 사는 친정 둘째 오빠. 시카고의 이나 아빠.
- 이시은 : 마수덕 역

한영지의 친정 둘째 올케 언니 송지혜의 미국 시카고 사는 친정 둘째 올케 언니. 시카고의 이나 엄마.
- 이효진 : 송이나 역

한영지의 친정 둘째 올케 언니 송지혜의 미국 시카고 사는 친정 조카딸.
- 정준호 : 기획관리조정실장(최민석) 역

- 구본승 : 황석우 역

- 유혜정 : 최민석의 비서 역

- 이종수

- 최정윤

- 정준

- 강남길

- 서혜린

- 이영범

- 조미령

- 김용림

- 전재룡

- 최범호

- 전운

- 정욱

- 사미자

- 홍일권

- 박영지

- 이동신

- 임대호

- 신충식

- 손민우

- 조민기 : 남준호 역

- 박형선

- 김옥주

- 김일웅

- 김승수

- 권인선

- 강성연

- 김정은

- 김세아

- 구혜진

- 김치국

- 유서진

- 남영진